# 에르하르트 하이덴
에르하르트 하이덴(독일어: Erhard Heiden, 1901년 2월 23일 ~ 1933년)은 나치당의 초기 멤버이자 돌격대의 준군사조직인 슈츠스타펠의 세 번째 지휘관이었다.

## 생애
바일러지머베르 출신인 하이덴은 제1차 세계 대전이 벌어지던 1918년 독일 제국군에 입대했다. 이후 1925년에 나치당과 돌격대, 친위대에 들어갔는데, 최초로 친위대를 돌격대에서 분리해야 한다고 주장했던 당원이다. 1927년 3월에 친위대 국가지도자로 임명된 하이덴은 친위대원에게 엄격한 규율을 강요했기에 1,000명이던 친위대 대원은 280명까지 줄어 돌격대는 친위대가 오히려 해산할 것이라 비아냥대기도 했다. 하이덴은 자신의 오른팔로 하인리히 힘러를 친위대 국가지도자 대리로 임명하여 난국을 풀어나가는 것을 시도했다. 하지만 제복을 맞추기 위해 유대인 가게를 이용했다는 고발이 들어가면서 1929년 1월 5일에 아돌프 히틀러로부터 해임되어 후임으로 힘러가 임명되었다. 나치가 정권을 잡은 1933년 2인자였던 힘러는 자신의 한때 상관이던 하이덴이 정적으로 앞길을 막는 것을 우려해 친위대에 명령하여 하이덴을 체포한 후 뮌헨의 보안부 본부로 끌고 가 감금한 뒤 처형한 다음 부하들을 시켜 시체를 버리게 했다. 숨진 하이덴의 시체는 9월에 발견되어 9월 15일에 장례가 이루어졌는데 이 때문에 하이덴의 죽음이 그가 잡혀간 4월인지, 아니면 시체가 발견된 9월인지 정확하지 않다.

## 같이 보기
- 카를 항케

### 참고 문헌
- Cook, Stephen; Russell, Stuart (2000). 《Heinrich Himmler's Camelot: the Wewelsburg Ideological Center of the SS, 1934–1945》. Kressmann-Backmeyer. ISBN 978-0-9670443-0-9.
- Evans, Richard (2003). 《The Coming of the Third Reich》. Penguin. ISBN 978-0-14-303469-8.
- Goldhagen, Daniel (1996). 《Hitler's Willing Executioners: Ordinary Germans and the Holocaust》. Knopf. ISBN 978-0-679-44695-8.
- Hamilton, Charles (1984). 《Leaders & Personalities of the Third Reich》. R. James Bender Publishing. ISBN 0-912138-27-0.
- Kershaw, Ian (2008). 《Hitler: A Biography》. New York: W. W. Norton & Company. ISBN 978-0-393-06757-6.
- Kiekenap, Bernhard (2008). 《SS-Junkerschule: SA and SS in Braunschweig》. Appelhans. ISBN 978-3-937664-94-1.
- Longerich, Peter (2012). 《Heinrich Himmler: A Life》. Oxford: Oxford University Press. ISBN 978-0-19-959232-6.
- McNab, Chris (2009). 《The SS: 1923–1945》. Amber Books Ltd. ISBN 978-1-906626-49-5.
- Miller, Michael (2015). 《Leaders of the SS and German Police, Vol. 2》. San Jose, CA: R. James Bender. ISBN 978-1-932970-25-8.
- Shirer, William L. (1991). 《The Rise and Fall of the Third Reich: A History of Nazi Germany》. London: Random House. ISBN 978-0-09-942176-4.
- Toland, John (1976). 《Adolf Hitler》. Garden City, New York: Doubleday & Company. ISBN 0-385-03724-4.
- Weale, Adrian (2010). 《The SS: A New History》. London: Little, Brown. ISBN 978-1-4087-0304-5.
- Wegner, Bernd (1990). 《The Waffen-SS: Organization, Ideology and Function》. Blackwell. ISBN 0-631-14073-5.